# Seznam děkanů Matematicko-fyzikální fakulty Univerzity Karlovy
Toto je seznam děkanů Matematicko-fyzikální fakulty Univerzity Karlovy.

## Seznam od roku 1952
- 1952–1953 Miroslav Katětov
- 1953–1955 Vladimír Kořínek
- 1955–1957 Alois Gregor
- 1957–1959 Jaroslav Zýka
- 1959–1960 Vojtěch Jarník
- 1960–1961 Alois Gregor
- 1961–1964 Vladimír Vanýsek
- 1964–1965 Ladislav Zachoval
- 1965–1966 Ladislav Koubek
- 1966–1970 Stanislav Brandejs
- 1970–1973 Alois Švec
- 1973–1976 František Fabian
- 1976–1985 Karel Vacek
- 1985–1990 Pavel Lukáč
- 1990–1993 Karel Drbohlav
- 1993–1999 Bedřich Sedlák
- 1999–2005 Ivan Netuka
- 2005–2012 Zdeněk Němeček
- 2012–2020 Jan Kratochvíl
- 2020 – Mirko Rokyta